# Pinanga stricta
Pinanga stricta är en enhjärtbladig växtart som beskrevs av Odoardo Beccari. Pinanga stricta ingår i släktet Pinanga och familjen Arecaceae. Inga underarter finns listade i Catalogue of Life.